# Торуле
Торуле (пол. Torule) — село в Польщі, у гміні Ботьки Більського повіту Підляського воєводства.
Населення — 52 особи (2011).
У 1975-1998 роках село належало до Білостоцького воєводства.

## Демографія
Демографічна структура станом на 31 березня 2011 року:
|          | Загалом | Допрацездатний вік | Працездатний вік | Постпрацездатний вік |
| -------- | ------- | ------------------ | ---------------- | -------------------- |
| Чоловіки | 25      | 5                  | 17               | 3                    |
| Жінки    | 27      | 7                  | 14               | 6                    |
| Разом    | 52      | 12                 | 31               | 9                    |